# Jack Gurr
Jack Gurr (* 26. November 1995 in Newcastle upon Tyne) ist ein englischer Fußballspieler, der bei Sacramento Republic unter Vertrag steht.

## Karriere
Jack Gurr wurde im Jahr 1995 in Newcastle upon Tyne im Nordosten von England geboren. Seine Karriere begann er in unmittelbarer Nähe seiner Geburtsstadt beim FC Gateshead, dessen erste Mannschaft in der National League North spielte. Gurr verbrachte einige Zeit in den Jugendmannschaften in Gateshead, bevor er 2014 in die Vereinigten Staaten zog, um College-Fußball zu spielen. Bis 2018 spielte er am Georgia Gwinnett College in Lawrenceville. Nach dem College spielte Gurr zwei Spielzeiten für Georgia Revolution in der National Premier Soccer League.
Im Dezember 2019 unterschrieb Gurr für die anstehende Saison 2020 einen Vertrag bei Atlanta United 2 das zuvor den Meistertitel in der USL Championship geholt hatte. Sein Profidebüt gab er am 8. März 2020 bei einer 0:1-Niederlage gegen Charleston Battery. Einen Monat später unterschrieb Gurr einen Vertrag bei Atlanta United, für den er im gleichen Monat zu einem Einsatz in der Major League Soccer gegen Chicago Fire kam. Im Mai 2021 wurde sein Vertrag in Atlanta aufgelöst.
Im Juni 2021 unterschrieb Gurr einen Vertrag beim schottischen Erstligisten FC Aberdeen. Unter dem neuen Cheftrainer Stephen Glass spielte er bereits bei Atlanta United 2.